# Decena Trágica
Se conoce como Decena Trágica al golpe de Estado militar que tuvo lugar del 9 al 19 de febrero de 1913 para derrocar a Francisco I. Madero de la presidencia de México. La sublevación se inició en la Ciudad de México, donde un grupo de disidentes comandado por el general Manuel Mondragón se levantó en armas y puso en libertad a los generales Bernardo Reyes y Félix Díaz, quienes estaban presos. Posteriormente, asaltaron algunas dependencias del gobierno y decretaron el estado de sitio.
El general Lauro Villar defendió el Palacio Nacional pero fue herido, por lo que Madero nombró en su lugar a Victoriano Huerta. Al paso de los días se solicitó la renuncia de Madero y José María Pino Suárez, lo cual fue rechazado. El 17 de febrero, Gustavo A. Madero descubrió que Huerta estaba en arreglos con los opositores y lo llevó ante el presidente, quien no creyó en sus palabras, y lo liberó. Poco después, Huerta firmó un acuerdo —el Pacto de la Embajada— en la sede de la embajada de Estados Unidos en México, con el apoyo del embajador Henry Lane Wilson, con Félix Díaz, en su calidad de jefe del ejército federal, consumando su traición destituyendo al presidente y al vicepresidente. Ese mismo día, Madero y Pino Suárez fueron arrestados, y obligados a renunciar al día siguiente. 
El 19 de febrero, Victoriano Huerta fue designado presidente mediante una serie de maniobras ilegítimas, por lo que fue conocido como «el usurpador». Aunque hay constitucionalistas, como Felipe Tena Ramírez, que argumentan que jurídicamente no hubo una usurpación sino más bien una alta traición vía golpe de Estado. La revuelta culminó el 22 de febrero con el asesinato de Madero y Pino Suárez.
Fue el primer golpe de Estado exitoso del siglo XX en México.

## Antecedentes
Cuando Francisco I. Madero llegó a la Presidencia de México mantuvo vínculos con personas afines a Porfirio Díaz; tratando de mantener la estabilidad económica, social y de preservar la inversión extranjera, no realizó grandes reformas en la infraestructura de gobierno; y conservó intacto el ejército federal porfirista, licenciando a las tropas rebeldes. Esto causó que perdiera el apoyo de muchos revolucionarios que consideraban que no se identificaba con las clases marginadas. Los hacendados tampoco estaban contentos ya que esperaban medidas más enérgicas para frenar la revolución campesina zapatista. La prensa lo hizo objeto de críticas que a veces rayaron en la ridiculización, lo que fue debilitando su fuerza política.
Cuando algunos revolucionarios lo abandonaron, llamó al general Victoriano Huerta para luchar contra Pascual Orozco y Emiliano Zapata, que se habían levantado en armas. Las élites militares se sumaron a la oposición buscando la oportunidad para derrocarlo, entre los dirigentes de este movimiento estaban el general Bernardo Reyes y el general Félix Díaz, que contaba con el apoyo de los porfiristas en el exilio. Después de romper relaciones con Madero, Bernardo Reyes se refugió en San Antonio, Texas, e intentó organizar desde allá un levantamiento. El 16 de septiembre de 1911 proclamó el Plan de la Soledad, que no consiguió apoyo en Estados Unidos, ni en México. Al ver que su intento resultó fallido, regresó derrotado a México y se entregó voluntariamente el 25 de diciembre de 1911 en Linares, Nuevo León, desde donde fue trasladado a la cárcel militar de Santiago de Tlatelolco. Félix Díaz encabezó otro levantamiento en Veracruz el 16 de octubre de 1912, este con la intención de restablecer el antiguo régimen, pero fue contenido rápidamente por las fuerzas federales y encarcelado en la Penitenciaría de Lecumberri. Madero decidió no ejecutarlos.
Los generales Manuel Mondragón y Gregorio Ruiz, acompañados del empresario Cecilio Ocón, se reunieron en octubre de 1912 en La Habana, Cuba. Su intención era organizar una conspiración para derrocar a Madero, por lo que más tarde visitaron en la cárcel a Reyes y a Díaz, quienes estuvieron de acuerdo con los planes. Reyes propuso convocar a Huerta a participar en el movimiento, pero él rechazó la invitación porque consideraba que no era el momento adecuado.
Por otro lado, el gobierno de Estados Unidos no estaba de acuerdo con la política interna de Madero. Las huelgas, los reclamos por los derechos de los trabajadores y las peticiones de las clases acomodadas de restringir la entrada de capital extranjero, afectaban a muchas de sus compañías. Se dio inicio a una campaña contra el gobierno mexicano evidenciada en la prensa estadounidense y en las quejas de su gobierno por la falta de seguridad para sus ciudadanos radicados en México y por una supuesta «discriminación» sufrida por estos y sus empresas. El embajador Henry Lane Wilson resentido con Madero, a quien había solicitado un «subsidio económico decoroso» —solicitud que había sido rechazada—, contribuyó en gran parte a incrementar la presión, difundiendo noticias alarmantes y sugiriendo al presidente William Howard Taft, la necesidad de una intervención armada o incluso derrocar al régimen maderista.

## La sublevación

### 9 de febrero
La sublevación inició la madrugada del domingo 9 de febrero de 1913 en la Ciudad de México, cuando los generales Manuel Mondragón y Gregorio Ruiz levantaron en armas a un grupo de cadetes de la Escuela Militar de Aspirantes de Tlalpan así como a la tropa del cuartel de Tacubaya  Sus objetivos eran el Palacio Nacional, para capturar al secretario de Guerra Ángel García Peña; la prisión de Santiago Tlatelolco, para liberar al general Bernardo Reyes; y la prisión de Lecumberri, para liberar al general Félix Díaz.
Un grupo de vanguardia de la Escuela de Aspirantes logró tomar el control de Palacio Nacional haciendo prisioneros a García Peña, Gustavo A. Madero —quien había pasado la noche investigando los movimientos de la conspiración y ya había puesto al tanto de los hechos al presidente—, y al intendente del sitio Adolfo Bassó. Sin embargo, gracias a la pronta reacción del general Lauro Villar, fiel al gobierno de Madero, el Palacio fue recuperado y los prisioneros liberados. Una pequeña fuerza del 24.º Batallón del cuartel de San Pedro y San Pablo y del 1.º de caballería penetró por las puertas traseras tomando por sorpresa a los golpistas.
Mientras tanto Bernardo Reyes y Félix Díaz habían sido liberados. Los golpistas se dirigieron a Palacio Nacional, un pequeño grupo de vanguardia liderado por Gregorio Ruiz intimidó la rendición pero fue hecho prisionero, parte de su tropa desertó y se sumó a los leales. A la defensa se habían unido el coronel Morelos y el vicealmirante Ángel Ortiz Monasterio.
El grueso de la columna de rebeldes fue encabezado por Bernardo Reyes, a su llegada al Zócalo los esperaba una línea de tiradores. El general Lauro Villar, encargado de la defensa, salió al encuentro y frente a la presencia de una multitud de curiosos solicitó tres veces a Reyes que depusiera las armas; por su parte, Reyes intentó convencerlo para que se uniera al movimiento golpista. Debido a la negativa de Villar, Reyes intentó irse encima de él en su cabalgadura, lo que desató una profusión de disparos. Reyes fue de los primeros en morir acribillado, mientras que Lauro Villar salió herido en el hombro izquierdo. Los leales tuvieron 43 bajas y los rebeldes aproximadamente 115. Hubo 805 víctimas en total, la mayor parte civiles.
Después de este primer fracaso, las fuerzas rebeldes se desbandaron. A pesar de contar con superioridad numérica, Díaz y Mondragón decidieron refugiarse en La Ciudadela. El edificio, que funcionaba como depósito de armas y municiones, se encontraba resguardado por los generales Rafael Dávila y Manuel P. Villareal. Fue tomado a traición a las 11:30 a. m, tras un corto intercambio de disparos, Villareal fue herido y rematado por la espalda. De esta forma los golpistas tuvieron a su disposición 27 cañones, 8500 rifles, 100 ametralladoras, 5000 obuses y veinte millones de cartuchos.

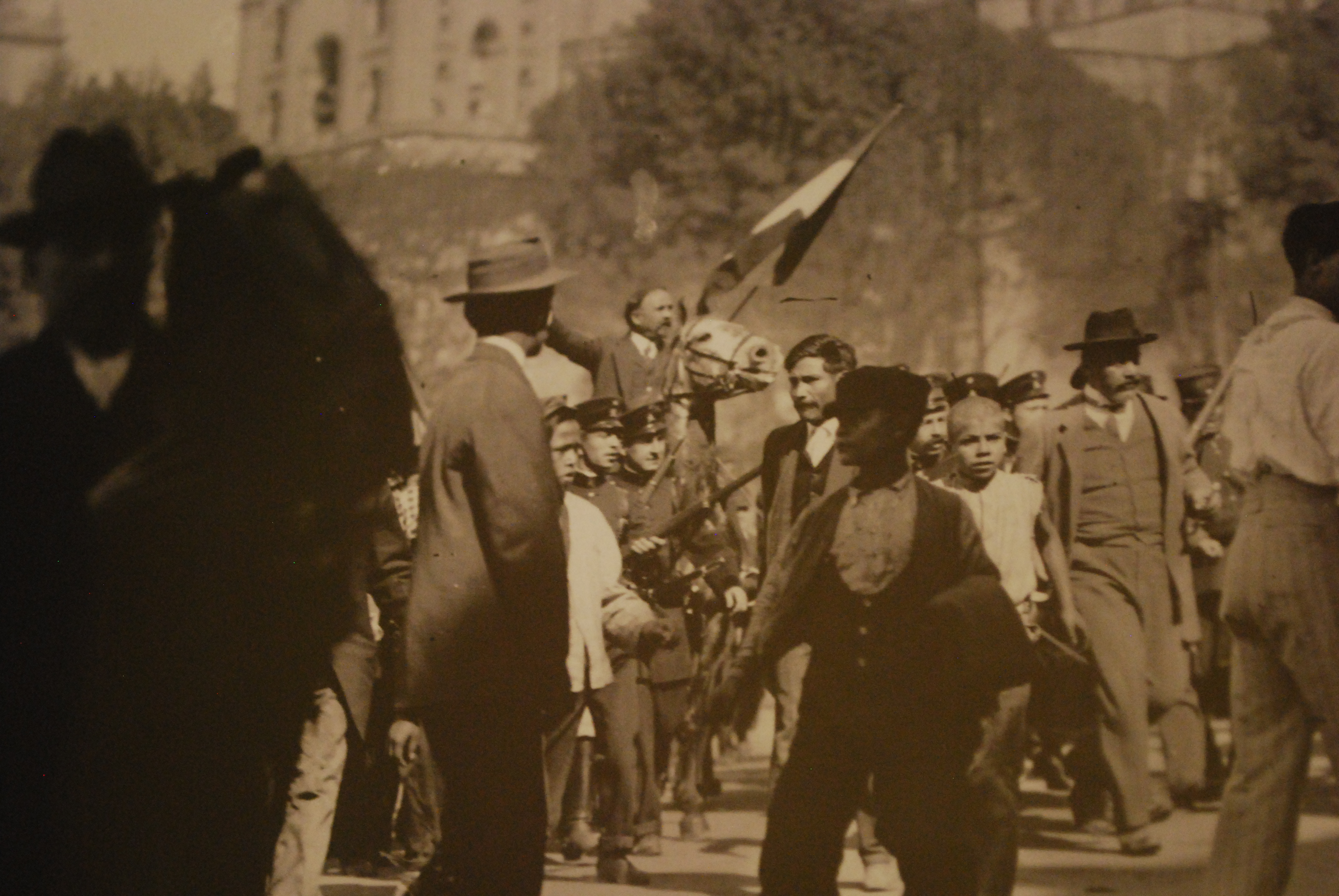
Francisco I. Madero durante la Marcha de la Lealtad.

Madero que se encontraba en el Castillo de Chapultepec había sido informado por teléfono de lo sucedido, alrededor de las 7:00 a. m. García Peña le rindió personalmente los informes de la recuperación del Palacio, por lo que el presidente salió rumbo al Palacio Nacional, custodiado por cadetes del Colegio Militar y gendarmes de la capital que habían sido congregados para su defensa por Federico González Garza —gobernador del Distrito Federal—, acompañado por miembros de su gabinete y amigos, en lo que se denominó la «Marcha de la Lealtad».
La marcha fue lenta, tuvieron que detenerse en la Fotografía Daguerre debido a que un francotirador de los rebeldes disparó a la caravana desde el edificio de la Mutua. Durante este receso, el presidente Madero fue alcanzado por su hermano Gustavo, quien le informó del fracaso de la segunda intentona. Asimismo, el general Victoriano Huerta, que había sido avisado de los acontecimientos llegó al lugar. Por instancias del ministro de Guerra, Huerta fue nombrado comandante militar de la plaza en sustitución del general Villar, quien había sido herido durante el combate. Este hecho sería considerado más adelante un lamentable error. Al llegar a Palacio el presidente estructuró la defensa, mandó llamar a los cuerpos militares, de Tlalpan, San Juan Teotihuacán, Chalco y Toluca. Se envió a La Ciudadela a un grupo de guardias presidenciales al mando del mayor Emiliano López Figueroa para que pidieran la rendición de los rebeldes, pero este movimiento fue inútil, López Figueroa fue capturado y los leales se dispersaron, entre ellos logró escapar Francisco L. Urquizo. A las 3:00 p. m., Madero decidió trasladarse a Cuernavaca para pedir personalmente ayuda al general Felipe Ángeles, militar de su confianza que se encontraba combatiendo con sus tropas a Emiliano Zapata. Madero pasó la noche en el Hotel Bellavista. En la capital, Huerta ordenó el fusilamiento del general Gregorio Ruiz, muy probablemente para silenciarlo, pues este sabía de las conversaciones previas que Huerta había mantenido con los rebeldes. La Ciudadela se mantuvo en calma, los rebeldes ganaron la simpatía de la clase alta, señoras y señoritas de reconocidas familias repartieron cigarros y golosinas a los sublevados.

### 10 de febrero
En la mañana del 10 de febrero Madero y Ángeles llegaron a la capital por el rumbo de Xochimilco y Tepepan, fueron recibidos por el ministro de Guerra Ángel García Peña. A pesar de la insistencia del presidente para nombrar a Ángeles como jefe de la plaza, el ministro ignoró la petición y decidió respetar el escalafón militar manteniendo a Huerta en el mando. El número de leales aumentó, las tropas de Cuernavaca llegaron por la tarde a la capital, asimismo cuatro regimientos de Celaya y Teotihuacán, y las tropas de Querétaro al mando de Guillermo Rubio Navarrete. En total se contaba con seis mil hombres. Desde Toluca llegó un telegrama muy urgente:

Cuartel General de Toluca, 10 de febrero de 1913.

He sabido que en México se dice que he defeccionado. Protesto enérgicamente contra esa falsa versión, y ruego a usted que esta mi protesta se haga pública. Respetuosamente.
Aureliano Blanquet.

El presidente Madero le envió respuesta de inmediato: «Nunca he puesto en duda su lealtad, hoy mando hacer rectificaciones». Un consejo militar presidido por Huerta se llevó a cabo para estructurar un plan de ataque que consistiría en un ataque frontal a La Ciudadela conformado por cuatro columnas que dirigidas por Ángeles, Gustavo Mass, Eduardo Cauz y José María Delgado siendo respaldadas por la artillería de Rubio Navarrete. Mientras las fuerzas leales se reagruparon, las fuerzas rebeldes tuvieron tiempo para reorganizarse y tomar posiciones en torno a La Ciudadela.

### 11 de febrero

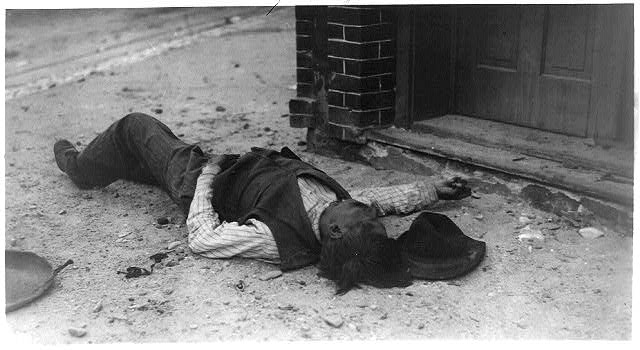
Un civil muerto durante las acciones bélicas.

A las 10:30 a. m. del 11 de febrero comenzaron las acciones bélicas. Huerta ordenó el ataque de artillería, pero solo le proporcionó a Ángeles obuses de metralla que no hacían ningún daño a La Ciudadela y a Rubio Navarrete no le dejó en claro sus objetivos. Siguiendo el plan acordado, las cuatro columnas de leales realizaron un avance frontal siendo blanco directo de los rebeldes. De acuerdo con Urquizo, quien fue testigo de los acontecimientos, «sólo siendo muy animal se podía creer que pudiera tomarse una fortaleza montados a caballo y caminando por un lugar barrido por las ametralladoras». Las calles quedaron llenas de cadáveres de hombres y caballos, ese día hubo más de quinientos muertos y heridos. El Reloj Chino ubicado en la glorieta de Bucareli y Atenas, que había sido obsequiado por ese gobierno con motivo de las celebraciones del centenario de la Independencia de México, fue completamente destrozado.
Durante el transcurso del día, Huerta se entrevistó en secreto con Díaz, acordando entre ambos simular que los sublevados de la Ciudadela estaban cercados y planear el derrocamiento de Madero, tratando de causar el menor número de bajas entre sus seguidores. Algunos autores señalan que la entrevista se llevó a cabo en la colonia Roma, en la casa Enrique Cepeda, quien era compadre y antiguo compañero de Huerta, aunque algunos otros señalan que fue en el restaurante El Globo. Mientras tanto se permitió el paso de alimentos y suministros a los sitiados. Cuando Madero recibió las noticias del fracaso le reclamó a Huerta no solamente los resultados, sino el haber permitido el paso de víveres a La Ciudadela. En primera instancia Huerta negó la acusación, pero una vez que fue confrontado con los testigos que lo habían reportado arguyó que se trataba de una estrategia para concentrar a los rebeldes y de esta forma rematarlos. A pesar de las sospechas de todos los maderistas, el presidente decidió confirmar a Huerta en el mando. Los disparos disminuyeron por la noche.

### 12 de febrero

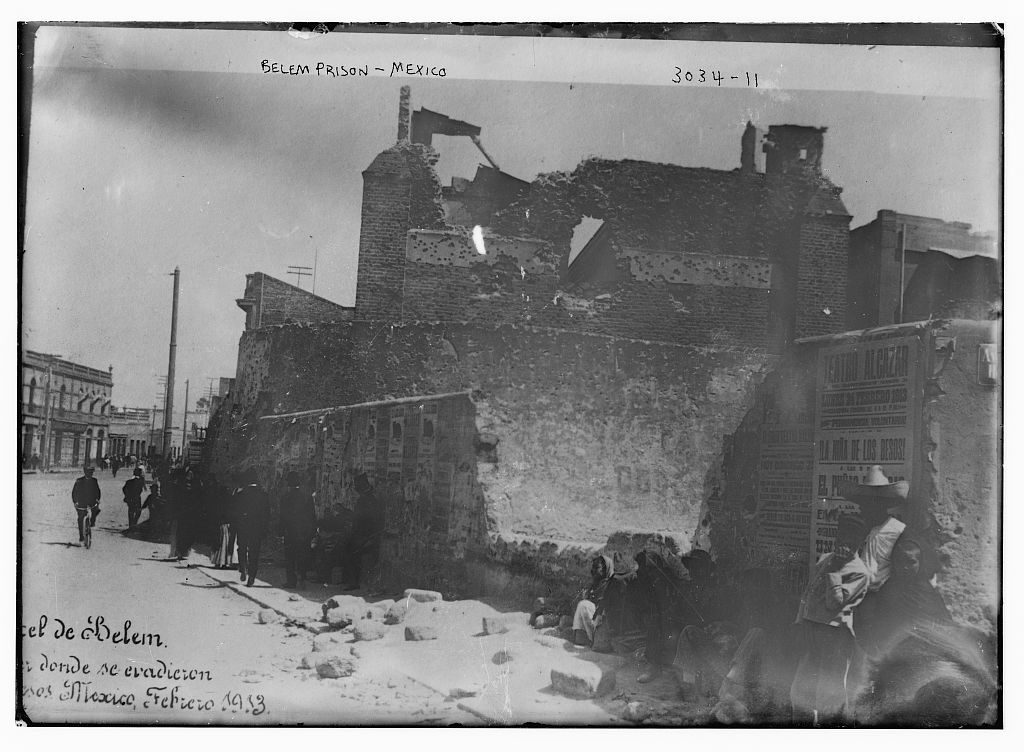
Cárcel de Belén después del cañoneo rebelde.

El fuego de artillería comenzó a las 6:00 a. m., los golpistas dirigieron sus disparos a la cárcel de Belén provocando un motín y un intento de fuga masiva. Varios de los prófugos se unieron al alzamiento. La táctica de la tropa felicista consistió en disparar gran parte de las granadas almacenadas, al parecer con la finalidad de producir un efecto propagandístico para atraer la atención y posible intervención estadounidense. Huerta dirigía a las tropas que eran fieles al presidente por zonas previamente establecidas con Díaz mandándolos al suicidio, al mismo tiempo protegió a sus incondicionales. Lanzó una segunda carga de rurales con resultados similares al día anterior, las bajas de los leales sumaron un centenar de hombres. Estas escaramuzas causaron muchas víctimas civiles entre los vecinos de La Ciudadela. De esta forma se intentó demostrar que el gobierno de Madero era incapaz de frenar la sublevación.

### 13 de febrero

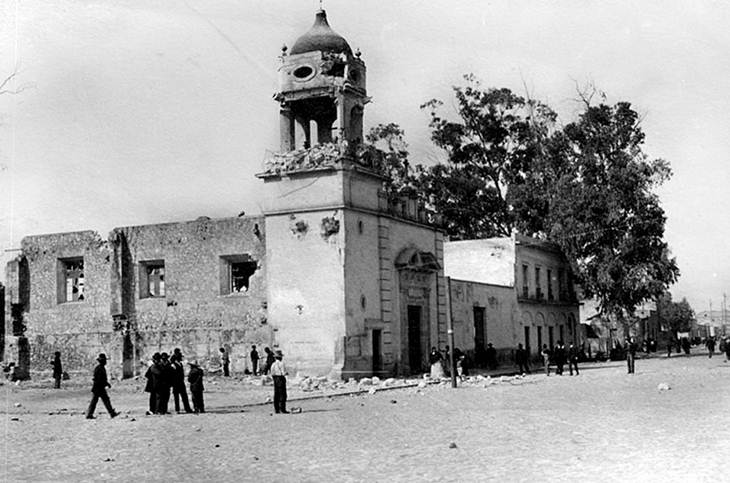
Torre de la iglesia del campo florido.

El cañoneo persistió, un disparo destrozó la puerta Mariana del Palacio Nacional, de esta forma los rebeldes demostraron que lo tenían a su alcance. La lucha armada se extendió por las calles de Victoria, Morelos y Doctor Vértiz. Cayeron granadas que dañaron al club americano ubicado en la esquina de las calles de San Francisco y Gante y al Casino Alemán en la calle de López. Los golpistas se apoderaron de la torre de la iglesia del Campo Florido, haciendo de este lugar el escenario principal de los combates. El gobierno recibió dos millones de cartuchos para fusiles y cañones procedentes de Veracruz. 
El embajador estadounidense Henry Lane Wilson, quien detestaba al presidente Madero, envió informes alarmistas y exagerados de lo que acontecía al presidente de su país, William Howard Taft, con la intención de promover una intervención. Mediante una visita de Enrique Cepeda a la embajada, se concertó una entrevista entre el embajador, Félix Díaz y Victoriano Huerta para trazar el plan que eliminaría a Madero.

### 14 de febrero
El 14 de febrero llegaron a la capital las tropas de Oaxaca, por otra parte el general Aureliano Blanquet, que se encontraba en Toluca combatiendo al zapatismo al mando del 29.º Batallón, llegó a la periferia de la Ciudad de México y permaneció en los llanos de Tlaxpana por órdenes de Huerta. Las nuevas tropas entraron en acción durante el transcurso del día pero con resultados adversos, dos compañías defeccionaron y se pasaron al lado de los rebeldes. Sus ataques nuevamente fracasaron. Huerta nuevamente mintió a Madero argumentando falta de fusiles y de hombres.
Aunque los sublevados estaban sitiados, haciendo obvio que el levantamiento había fracasado, el objetivo de todo esto era hacer sentir incertidumbre entre la población, así como temor de una posible intervención estadounidense, para justificar un golpe de Estado en aras de alcanzar la paz, que en apariencia, el gobierno de Madero no lograba conseguir.
Enterado de los rumores de una posible intervención estadounidense, Madero envió un telegrama a su homólogo William H. Taft en el que decía estar informado de un posible desembarco de tropas estadounidenses en costas mexicanas con la intención de salvaguardar los bienes y la vida de sus connacionales que residían en México. Le solicitó evitar esta acción para no empeorar la situación prometiendo salvaguardar en la medida de lo posible la vida de sus compatriotas.

### 15 de febrero
El embajador Wilson, que apoyaba los planes de los golpistas, estuvo enterado desde el principio del posible convenio con los rebeldes y lo notificó al gobierno de Estados Unidos. Además para desacreditar al gobierno mexicano y a los embajadores latinoamericanos que estaban a favor de Madero, trató de intranquilizar a parte del cuerpo diplomático europeo —compuesto por el contralmirante Paul von Hintze de Alemania, Francis W. Stronge de Inglaterra y Bernardo J. Cólogan y Cólogan de España— para que le ofrecieran su respaldo arguyendo la incompetencia de Madero. Con el apoyo de este cuerpo diplomático solicitó al gobierno sustituir en el control del orden en la capital, a los soldados por la policía, ya como diría más tarde Manuel Márquez Sterling, ministro de Cuba, esta medida le resultaba muy conveniente:

[...] el personal policíaco era de la época de Don Porfirio Díaz, así se marginaba a los soldados revolucionarios y se les daba todo el mando a la policía porfirista que apoyó en gran medida el Cuartelazo.

El ministro de Relaciones, Pedro Lascuráin y un grupo de veinticuatro senadores de oposición se reunieron para pedir a Madero su renuncia. El presidente se mantuvo firme a las presiones políticas de diplomáticos y senadores. A pesar de que la casa particular de la familia Madero se encontraba lejos de los enfrentamientos bélicos, fue incendiada. Más tarde, Huerta designó al general Aureliano Blanquet para resguardar el Palacio Nacional.

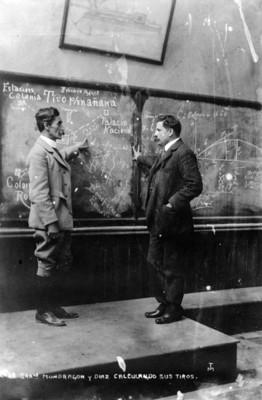
Manuel Mondragón y Félix Díaz planeando el ataque al Palacio Nacional desde La Ciudadela.

### 16 de febrero

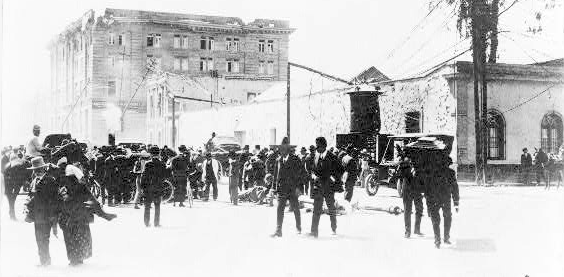
Personas en La Ciudadela durante la Decena Trágica.

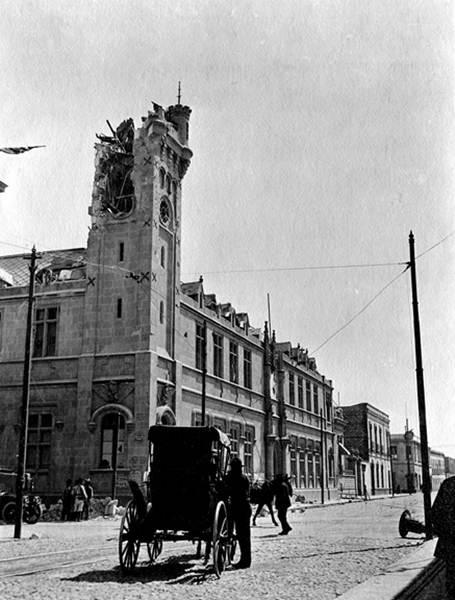
Torre de la 6.ª demarcación de policía.

A las 2:00 a. m. del 16 de febrero se pactó un armisticio por 24 horas. La ciudadanía salió a las calles para proveerse de alimentos, algunas familias que habían permanecido en las zonas de peligro abandonaron sus casas hacia sitios más seguros. En el transcurso de la mañana un grupo de carros violaron el armisticio al penetrar en La Ciudadela para entregar provisiones a los rebeldes, quienes además realizaron avances en la periferia de La Ciudadela para instalar sus ametralladoras. A las 2:00 p. m. el fuego se reinició. La torre de la 6.ª demarcación de policía fue destruida por el bombardeo. El escritor y periodista John Kenneth Turner fue arrestado por las fuerzas rebeldes cuando intentaba tomar fotografías de las escenas dantescas en las zonas destruidas por los cañones. El autor del libro México bárbaro, obra que criticaba fuertemente al porfiriato, ocultó su identidad para salvaguardar su vida.
Cuando Madero por segunda ocasión reclamó a Huerta la inefectividad de los ataques y la violación al armisticio, el general argumentó que todo formaba parte de su estrategia para concentrar a los rebeldes y aniquilarlos. El coronel Rubén Morales, asistente de Madero, planeó un ataque nocturno pero Huerta lo impidió. El secretario particular de Madero, Juan Sánchez Azcona sorprendió a Huerta entrevistándose con Alberto García Granados y Enrique Cepeda, ambos simpatizantes de los golpistas. Alberto J. Pani, amigo y colaborador del presidente en su informe diario le informó de la posibilidad de un acuerdo de los sitiadores y los sitiados. A pesar de las advertencias de la patente deslealtad de Huerta, Madero continuó confiando en él.

### 17 de febrero
Por la mañana se recibió un cablegrama del presidente Taft, quien indicó a Madero que sus informes eran inexactos explicando que las fuerzas navales estadounidenses se encontraban tan solo en una posición de precaución natural y que no existía ninguna orden de desembarco, no obstante se encontraba al tanto de lo que ocurría en México a través de las noticias del embajador Henry Lane Wilson. Las presiones políticas por parte de los senadores de oposición, el cuerpo diplomático y Lascuráin continuaron, llegando al extremo de proponer a Huerta como gobernador general de México. Madero se entrevistó con el general para preguntarle al respecto de los rumores de esta propuesta, Huerta confirmó que era cierto pero afirmó no estar interesado en aceptarla.
Poco más tarde, Gustavo Adolfo Madero —hermano del presidente— y Jesús Urueta descubrieron que Huerta, en lugar de combatir a los rebeldes, estaba efectivamente en tratos con Félix Díaz y sus tropas. Gustavo con pistola en mano detuvo a Huerta y lo llevó ante Madero. Frente al presidente, Huerta negó ser partícipe de la conspiración y se comprometió a capturar a los rebeldes en 24 horas. Sin tomar en cuenta que Huerta había tenido relaciones con Díaz y Reyes en la época del porfiriato y de los rumores de que intentaría derribar al gobierno, Madero lo liberó y le concedió las 24 horas que solicitó para comprobar su lealtad.

«Prometo a usted, señor presidente, que mañana todo habrá terminado..»
Victoriano Huerta.

El presidente le creyó a Huerta, y, para que limara asperezas con su hermano, persuadió a ambos para que se reunieran al día siguiente. 
Henry Lane Wilson visitó La Ciudadela para continuar su labor de mediación entre Huerta y Díaz. Cuando el embajador se encontró con el escritor John Kenneth Turner le pidió sincerarse con sus captores, Mondragón lo sentenció a muerte, estuvo a punto de ser fusilado, no obstante al considerar que la acción no sería bien vista por el gobierno estadounidense, dos días más tarde, los golpistas decidieron liberarlo. El escritor se dirigió a Veracruz para salir del país. Por la noche, Alfredo Robles Domínguez, antiguo militante del maderismo que se había distanciado del presidente, visitó Palacio Nacional para dar parte de la confabulación de Huerta con Félix Díaz. Madero refutó el informe.

### 18 de febrero
Este día se definió el golpe de Estado en tres escenarios, el presidente y el vicepresidente fueron arrestados en Palacio Nacional, Gustavo A. Madero fue hecho prisionero en el restaurante Gambrinus, y se negoció un pacto con los golpistas mediante la intervención de Henry Lane Wilson en la embajada de los Estados Unidos.
En Palacio Nacional el general Aureliano Blanquet dio las órdenes de arresto contra Madero al coronel Teodoro Jiménez Riveroll, quien en compañía del mayor Pedro Izquierdo, Enrique Cepeda y un grupo de soldados, irrumpió una reunión que celebraba el presidente. Durante los momentos de forcejeo y confusión se intercambiaron disparos. Marcos Hernández cayó muerto al interponer su cuerpo para salvar la vida al presidente. El capitán Gustavo Garmendia disparó su arma matando al coronel Riveroll y al mayor Izquierdo. Cepeda fue herido pero logró escapar. Acto seguido el presidente y una pequeña comitiva bajaron las escaleras para hablar con el resto de la tropa en el patio, fue entonces cuando el general Aureliano Blanquet, personalmente, lo hizo prisionero. A pesar del reclamo de Madero, quien lo llamó traidor, la detención de Madero y Pino Suárez se llevó a cabo. Juan Sánchez Azcona, Federico González Garza, Jesús Urueta, Federico Montes y el capitán Garmendia lograron escapar, no así Adolfo Bassó quien también fue hecho prisionero.
En el restaurante Gambrinus, a la 1:50 p. m., Gustavo A. Madero, quien se había reunido con el general Huerta para almorzar, fue sorpresivamente aprehendido por veinticinco guardabosques. Una vez que Huerta confirmó el éxito de las acciones perpetradas en Palacio, convocó al general Felipe Ángeles para darle órdenes. Una vez que este se reportó, Huerta le ofreció asumir la dirección del Colegio Militar o acompañar a Madero al exilio a Cuba para luego regresar y dirigir la institución. Ángeles se inclinó por la segunda opción, no obstante fue hecho prisionero por Blanquet.
Mientras tanto Enrique Cepeda se entrevistó con el embajador Henry Lane Wilson para informarle lo ocurrido en Palacio y en el restaurante Gambrinus. El embajador había notificado al presidente Taft y al Departamento de Estado de Estados Unidos que los rebeldes habían aprehendido a Madero y Pino Suárez una hora y media antes de que estos hechos ocurriesen. En La Ciudadela, el informe de las detenciones fue recibido con muestras de júbilo, los felicistas recorrieron las calles de la ciudad esparciendo la noticia y gritando vivas a Félix Díaz. Un grupo de ellos se dirigió a las instalaciones del periódico maderista Nueva Era para incendiarlas.
A las 9:30 p. m. Henry Lane Wilson convocó a parte del cuerpo diplomático y recibió en la embajada de los Estados Unidos a los golpistas. Por una parte llegó Victoriano Huerta acompañado de Enrique Cepeda y el general Joaquín Maas Flores, y por otra Félix Díaz acompañado del general Fidencio Hernández y Rodolfo Reyes. Fue este último el encargado de redactar el Pacto de la Embajada, que se dio a conocer de manera oficial como Pacto de La Ciudadela, el cual establecía desconocer al gobierno de Madero y Pino Suárez y establecer un gobierno provisional al mando de Victoriano Huerta con un gabinete conformado por reyistas y felicistas. Félix Díaz declinó formar parte del gabinete para prepararse con su partido con miras a la futura elección presidencial, la cual, hipotéticamente, lo favorecería. A partir de ese momento se dieron por terminadas las acciones bélicas, fue firmado un manifiesto por el cual se garantizaban las libertades y orden para nacionales y extranjeros, consolidándose así la paz nacional. Poco después, Aureliano Blanquet fue ascendido a general de división. Los padres de Madero, sus hermanas solteras, y su esposa, Sara Pérez Romero, pidieron asilo en la embajada japonesa, lugar en donde pasaron esa noche.

## Los asesinatos

### 19 de febrero

Fuerzas rurales en el Zócalo de la Ciudad de México, 19 de febrero de 1913.

Los festejos en La Ciudadela continuaron hasta el amanecer del día 19. Al calor de la borrachera, los soldados exigieron a Félix Díaz la entrega de los hermanos Madero. Huerta se opuso, pues necesitaba la renuncia oficial del presidente para dar legalidad a la usurpación, a cambio, les entregó a Gustavo A. Madero y a Adolfo Bassó. Los prisioneros fueron conducidos por Joaquín Maas y Luis Fuentes ante la presencia de Mondragón, quien, en venganza por las muertes de Reyes y Ruiz, ordenó su muerte. Debido a las arengas que Cecilio Ocón dirigió a la soldadesca, al filo de las 2:00 a. m., Gustavo fue cruelmente martirizado. En las afueras de La Ciudadela le arrancaron el único ojo que tenía dejándolo ciego, lo patearon, lo humillaron, lo golpearon continuamente, un capitán le disparó, aún muerto su cuerpo fue mutilado y los soldados le siguieron disparando. Le extrajeron el ojo postizo, su cadáver fue quemado, tenía treinta y siete heridas de bala. Acto seguido, Adolfo Bassó fue fusilado, él mismo dio las órdenes al pelotón de fusilamiento. Antes del amanecer, en el mismo lugar, fue asesinado el periodista y jefe político de Tacubaya, Manuel Oviedo, con quien Mondragón tenía viejas rencillas.
A mediodía, los embajadores de Cuba y España recibieron instrucciones específicas para no reconocer al nuevo gobierno. El embajador Manuel Márquez Sterling, preocupado por las vidas de Madero y Pino Suárez, les ofreció asilo político en La Habana, su gobierno había dispuesto el crucero Cuba en Veracruz para tal fin. Huerta aseguró que respetaría sus vidas si firmaban sus renuncias y aceptaban el ofrecimiento cubano. Pedro Lascuráin pidió a Huerta garantías de su palabra de respetar a los presos y este con una imagen de la Virgen de Guadalupe, que dijo le había dado su madre desde su infancia y que conservaba desde entonces, juró por esa imagen a Lascuráin que cumpliría con su palabra. Poco después, una comisión de diputados se presentó ante Francisco Madero y Pino Suárez para solicitar sus renuncias con los mismos términos. Bajo estas garantías y condiciones firmaron sus renuncias:

Ciudadanos Secretarios de la Honorable Cámara de Diputados:

En vista de los acontecimientos que se han desarrollado de ayer acá, en la Nación, y para mayor tranquilidad de ella, hacemos formal renuncia de nuestros cargos de Presidente y Vicepresidente, respectivamente, para los que fuimos elegidos. Protestamos lo necesario.
México, 19 de febrero de 1913. Francisco I. Madero, José María Pino Suárez.

Pedro Lascuráin presentó las renuncias ante el Congreso que se encontraba reunido en sesión extraordinaria, para conseguir el cuórum necesario se requirió la presencia de varios diputados suplentes. El documento fue sometido a votación. Se aprobó la renuncia de Pino Suárez con 119 votos a favor firmando en contra los diputados Alarcón, Escudero, Hurtado Espinosa, Méndez, Morales, Luis T. Navarro, Ortega y Rojas. La renuncia de Madero fue aprobada con 123 votos a favor, se opusieron Alarcón, Escudero, Hurtado Espinoza, Pérez y Rojas. El dictamen fue aprobado por J.R. Azpe, Manuel Padilla, Manuel F. de la Hoz, José Mariano Pontón y José María de la Garza. De acuerdo con la Constitución, Pedro Lascuráin asumió la presidencia interina de la República, su única gestión fue nombrar a Victoriano Huerta como secretario de Gobernación, aprobado el trámite, renunció a su cargo. Su mandato duró 45 minutos, ha sido el más corto de la historia de México, de esta forma se cubrió con un manto de legalidad el golpe de Estado.

### 20 de febrero
Desde su aprehensión, Madero y Pino Suárez permanecieron en el Palacio Nacional, esperando en vano un tren que los conduciría al puerto de Veracruz, de donde se embarcarían a Cuba, cuyo embajador Manuel Márquez Sterling hasta se había quedado a dormir "en zapatos" en su improvisada habitación, al exilio.
Sarita, como se conocía a la esposa de Madero, tenía protección de la delegación japonesa. Por la tarde del jueves 20 se entrevistó con el embajador estadounidense para abogar por la vida de su esposo. El embajador le comentó que él le había advertido a Madero mucho tiempo atrás que eso pasaría y que ahora pagaba las consecuencias de su mal gobierno. Al final dijo a Sara "que no se preocupara, que no le pasaría nada a Madero". Ese mismo día, cuando el diputado Luis Manuel Rojas, correligionario masón de Lane Wilson, le pidió interceder por la vida del expresidente, el embajador se negó respondiendo "que estaba seguro que Madero se levantaría en armas nuevamente, ensangrentando y perjudicando seriamente al país".

### 21 de febrero
De nada sirvieron las gestiones de sus familiares, amigos y de los ministros de Cuba, Chile y Japón ante Wilson para que hiciera valer la influencia que tenía sobre Huerta, ya que el embajador les respondió que él, como diplomático, no podía interferir en los asuntos internos de México. El gabinete de Huerta se reunió para decidir el destino de Madero y Pino Suárez, no se llegó a ninguna conclusión, sin embargo se consideró la peligrosidad de enviarlos a Veracruz, pues en dicho estado las tropas y la marina no reconocerían a Huerta hasta que el Senado reconociera al nuevo gobierno. Después Huerta realizó una recepción para el cuerpo diplomático, durante la ceremonia Henry Lane Wilson leyó un discurso repleto de halagos.
El embajador de Cuba había ido a visitar a los prisioneros y ante el temor de Pino Suárez de ser asesinados pasó la noche con ellos. Madero tenía mejor humor y motivó a los presentes para pasar una velada agradable. Pino Suárez dijo que al ya no serles de utilidad a Huerta, serían asesinados. Escribió una carta a su amigo Serapio Rendón donde le pedía velar por sus hijos y consolar a su esposa. Por la noche, Madero recibió la visita de su madre, Mercedes González Treviño, quien le notificó lo que había pasado con Gustavo, la noticia lo trastornó, pasó la noche llorando en silencio su muerte.

### 22 de febrero
Félix Díaz, Manuel Mondragón, Rodolfo Reyes, Alberto García Granados, Aureliano Blanquet y Victoriano Huerta, coordinaron las acciones para deshacerse de Madero y Pino Suárez, Lane Wilson estuvo al tanto de las mismas. Alrededor de las 6:00 p. m. el mayor de rurales, Francisco Cárdenas fue llamado a presentarse a los salones de la Presidencia. Se entrevistó con el general Blanquet, quien le comentó que el país lo necesitaba para un gran servicio. A continuación fue presentado al ministro de Guerra, Manuel Mondragón quien le explicó que la misión consistía en matar a Madero y Pino Suárez fingiendo un asalto. Cárdenas aceptó, pero solicitó escuchar la confirmación por parte de Huerta, este le dijo que la resolución, por el bien de la patria, había sido consensuada por el consejo de ministros. Cuando Cárdenas preguntó por la vida del general Felipe Ángeles, Huerta accedió a respetarla. Aureliano Blanquet le ordenó al cabo Rafael Pimienta que se reportase con Cárdenas para ayudarlo en la comisión. Una vez iniciada la operación, Huerta se dirigió a la embajada estadounidense en donde había una recepción que celebraba el natalicio de George Washington.
De acuerdo con Márquez Sterling, a las 10:00 p. m. de esa noche se habían acostado Madero, Pino Suárez y Ángeles. Veinte minutos más tarde los despertaron con la noticia de que serían trasladados, Madero preguntó al guardia por qué no se les había informado antes para estar vestidos. El coronel Joaquín Chicarro, encargado de la custodia de los prisioneros, les notificó que serían llevados a la Penitenciaría de Lecumberri. El general Ángeles se incorporó preguntando si él sería trasladado, a lo cual Cárdenas contestó: "No, general, usted se queda aquí. Es la orden que tenemos". El expresidente y el exvicepresidente fueron bajados al patio del Palacio donde dos vehículos les esperaban. Ambos vehículos fueron conseguidos por Cecilio Ocón, uno de ellos, en el que viajó Madero, era un Peerless reformado como un Packard, fue rentado por Ignacio de la Torre y Mier y conducido por Ricardo Hernández; el otro, en el que viajó Pino Suárez, era un Protos propiedad de Alberto Murphy y fue conducido por Ricardo Romero. La pequeña escolta militar estuvo conformada por Francisco Cárdenas, Rafael Pimienta, Francisco Ugalde y Agustín Figueres. Cecilio Ocón llamó por teléfono al director de la penitenciaria, Luis Ballesteros, para avisarle que la caravana ya había salido.
Al momento de llegar a Lecumberri los automóviles pasaron de largo la entrada principal y se desviaron hacia el extremo más apartado de la penitenciaría, Francisco Cárdenas, el hombre encargado de asesinar a Madero, le ordenó: "Baje usted, carajo" y ante la negativa de este le disparó en la cabeza, muriendo en el asiento del coche. Por su parte, Pino Suárez intentó huir pero fue herido por Rafael Pimienta. Fue rematado en el suelo, su cuerpo registró trece impactos de bala. Acto seguido los militares, para simular el asalto, dispararon contra los vehículos y limpiaron las manchas de sangre que había en el interior de los automóviles. Los choferes, testigos involuntarios de los asesinatos, fueron conminados a guardar silencio. Poco después de la medianoche, Cárdenas se reportó en Palacio para rendir su informe al general Victoriano Huerta, este se encontraba en medio de una conferencia de prensa notificando que una multitud iracunda había asaltado a la escolta que custodiaba y conducía a Madero y Pino Suárez a la penitenciaría. Huerta, Mondragón y De la Barra informaron a la prensa que se realizaría una investigación para esclarecer los hechos. Una vez hecha esta declaración, Mondragón pagó a los asesinos la cantidad de dieciocho mil pesos.

## Reacciones y consecuencias

### 23 de febrero
El diputado Luis Manuel Rojas, convencido de la participación del embajador estadounidense en el golpe de Estado, leyó un discurso, redactado al estilo de Émile Zola, ante el pleno de la Cámara:

Yo acuso a míster Henry Lane Wilson, embajador de los Estados Unidos en México, ante el honorable criterio del gran pueblo americano, como responsable moral de la muerte de los señores Francisco I. Madero y José María Pino Suárez, que fueron elegidos por el pueblo, presidente y vicepresidente de la República mexicana, en 1911 [...]

Yo acuso al embajador Wilson de haber mostrado parcialidad en favor de la reacción, desde la primera vez que don Félix Díaz se levantó en armas en Veracruz [...]

Yo acuso al embajador Wilson de que por un resentimiento personal hacia el presidente Madero, de que dio pruebas claras en algunas ocasiones, no ha hecho uso de su gran poder moral ante los hombres del nuevo orden de cosas, en ayuda de los prisioneros [...]

Yo acuso al embajador Wilson de haberse inmiscuido personalmente en la política de México, habiendo contribuido de manera poderosa a la caída de los gobiernos del presidente Díaz y del presidente Madero. Al contestar una comunicación del general Huerta, le aconsejó que se hiciera autorizar por el Congreso de la Unión para legalizar el nuevo orden de cosas [...]

Yo acuso al embajador Wilson de que ni por un natural sentimiento de humanidad se le ocurrió en el último extremo, amparar a los prisioneros bajo la bandera americana, a pretexto de que no quería cargar con la responsabilidad de lo que después hicieran los señores Madero y Pino Suárez [...]
Luis Manuel Rojas, 23 de febrero de 1913.

El Yo acuso de Rojas fue publicado, la tesis de confabulación fue secundada por el periodista Norman Hapgood. Victoriano Huerta se apresuró a defender a Lane Wilson argumentado que las muertes de Madero y Pino Suárez se habían debido a la imprudencia de sus partidarios. El secretario de Gobernación, Alberto García Granados, aseguró que Rojas sería desaforado para responder y probar sus acusaciones. En el mes de marzo, el recién nombrado presidente estadounidense Woodrow Wilson destituyó a Henry Lane Wilson de su cargo. El exembajador se retiró a Nuevo México fracasando en sus intentos para que el gobierno de los Estados Unidos reconociese al gobierno de Huerta.

### 27 de febrero
Pascual Orozco reconoció al gobierno de Huerta, unió sus fuerzas al nuevo régimen e intentó convencer a Emiliano Zapata, por medio de su padre, de hacer lo mismo ofreciéndole el puesto de gobernador. El caudillo se negó de manera rotunda, catalogó las acciones del nuevo gobierno como un "espectáculo lúgubre", afirmó que él no había hecho una revolución para "asaltar puestos públicos", consideró a Orozco un traidor y en respuesta mandó fusilar a su padre. El 30 de mayo, Zapata modificó el Plan de Ayala.

### 26 de marzo
El gobernador del estado de Coahuila, Venustiano Carranza, proclamó el Plan de Guadalupe, por medio del cual se desconoció al gobierno golpista de Victoriano Huerta. Mediante este pronunciamiento Carranza se autonombró primer jefe del Ejército Constitucionalista, el movimiento armado para derrocar a Huerta se extendió rápidamente a los estados de Sonora, Chihuahua, Durango y Coahuila. Se unieron a este movimiento Pablo González, Álvaro Obregón y Francisco Villa. El gobierno de Huerta llegaría a su fin el 13 de agosto de 1914 al firmarse los Tratados de Teoloyucan. No obstante, la Revolución mexicana continuó su curso. El 25 de agosto de 1913, nueve diputados de la XXVI Legislatura publicaron un manifiesto en el campo revolucionario carrancista:

El cuartelazo de La Ciudadela no fue una revolución sino una asonada militar, aseguran, y nunca en la historia del mundo, los cuartelazos han llevado en sus bayonetas envenenadas de odios y despechos la voz de todo un pueblo. Los señores secretarios de Estado que opinaron por la renuncia no obraron patrióticamente [...] Los señores diplomáticos que se permitieron insinuar al presidente constitucional de la República mexicana que debía renunciar a su cargo, cometieron un acto de osadía, pleno de ignorancia y falta de respeto. Ninguna ley de Derecho Internacional Público, ninguna práctica diplomática, autorizan a un ministro extranjero a inmiscuirse en los asuntos políticos esencialmente internos del país cerca del cual están acreditados [...] Y principalmente algunos de los señores senadores del Congreso de la Unión, sin ningún apoyo constitucional y solamente guiados por una perversidad sutil hija del miedo y de la conveniencia personal, aconsejaron la traición y fueron el sostén político del atentado Huerta-Díaz [...] Estos antecedentes, acentúan los redactores del manifiesto, fueron la causa determinante de los crímenes que Huerta tenía premeditados y resueltos desde que fue nombrado, por el propio señor Madero, jefe de la División del Norte.
Isidro Fabela, Francisco Escalera, Alfredo Álvarez, Eduardo Hay, Carlos M. Ezquerro, Roque González Garza, Luis G. Unda, Manuel Pérez Romero, Serapio Aguirre.

El resultado de las investigaciones oficiales que se realizaron por órdenes de Huerta y Mondragón se dieron a conocer el 13 de septiembre: el Tribunal Militar dictaminó que las muertes habían sido responsabilidad de tres desconocidos, que a su vez habían muerto al intentar liberar a Madero y Pino Suárez.

## Repercusiones
El resultado político de la Decena Trágica consistió en elevar interinamente al general Victoriano Huerta a la presidencia de la República, desde la cual volvió a poner en vigencia el ya abolido régimen porfirista, sin Díaz a la cabeza. También implicó el fracaso de los avances democráticos que se habían puesto en práctica durante la campaña presidencial de Madero.